# Mario Pennacchia
Mario Pennacchia (Itri, 10 maggio 1928 – Roma, 24 agosto 2021) è stato un giornalista e scrittore italiano.

## Biografia
Cronista di ambito sportivo,  collaborò con vari giornali tra i quali il Corriere dello Sport dove tenne per vari anni la rubrica "Forza Ragazzi!", con "Il Giorno", e La Gazzetta dello Sport, di cui diresse la redazione romana. Diresse inoltre il mensile L'Arbitro e collaborò con il quotidiano Il Messaggero.
Già opinionista al Processo del lunedì diretto da Aldo Biscardi e alla Domenica Sportiva, pubblicò libri dedicati al mondo dello sport e ai suoi campioni, come: Gli Agnelli e la Juventus (vincitore nel 1986 del Premio Bancarella Sport), Il Calcio in Italia, Lazio Patria Nostra, e Football Force One.
Fu consulente del presidente della FIGC Antonio Matarrese a cavallo tra gli anni '80 e '90. Sotto la presidenza di Sergio Cragnotti, fu responsabile della comunicazione della S.S. Lazio, di cui era tifoso.
Nel 2003 pubblicò il libro Anche i ragazzi hanno fatto la storia in cui raccontava la sua storia vissuta tra la natia Itri e Roma durante la seconda guerra mondiale.
Pennacchia è morto a Roma all'età di 93 anni a causa di un arresto cardiaco.

## Pubblicazioni
- Storia della Lazio (Ed.Corriere dello Sport) (1969)
- Gli Agnelli e la Juventus, Rizzoli, Milano 1985
- Lazio patria nostra, Edizioni Abete, Roma 1994
- Lazio pioniera del terzo millennio (Abete, 1999)
- Il calcio in Italia, UTET, Torino 1999, ISBN 8802053510
- Football Force One. La biografia ufficiale di Giorgio Chinaglia, Limina, 2001,
- Anche i ragazzi hanno fatto la storia (Garzanti scuola) (2004)
- L'amore scosso (Protagon) (2005)
- Il Generale Vaccaro - L'epopea dello sport italiano da lui guidato a vincere tutto, (Lucarini) (2008)
- Oltre il suono della campanella (Loescher - Marco Derva) (2009)
- La vita disperata del portiere Moro (ISBN Edizioni) (2011)
- Gli scudetti che vinsero la guerra (Ultra sport) (2013)
- Sessant'anni fra campioni e miti, intrighi e follie (2014)
- Oltre il suono della campanella (2011)